# Îlet Barbade
L' îlet Barbade est un îlet situé sur la commune de Saint-Georges-de-l'Oyapock, dans le département français de la Guyane.